# Hamza Hamry
Hamza Hamry (arab. حمزة حمري; ur. 12 stycznia 1995 w Kairuanie), jest Tunezyjczykiem byłym judoką i zawodnik mieszanych sztuk walki (MMA). Był także afrykańskim mistrzem ADCC.

## Wczesne lata
Hamza Hamry urodził się 12 stycznia 1995 roku w Kairuanie.
Zaczął sport w wieku dziesięciu lat, a jego pierwsze doświadczenie piłkarskie nie trwało przez dwa tygodnie. Następnie przeniósł się do judo i odkrył mieszane sztuki walki dzięki klipowi wideo.

## Kariera MMA
Hamry zadebiutował w MMA 2017 w BFC Algerie, mając zaplanowaną walkę z Mourad Zaidi. Wygrał walkę przez TKO w pierwszej rundzie.
Następnie miał walczyć z Firas Atig na Tataouine Championship, po pięciu latach jego profesjonalnego debiutu. Wygrał walkę przez TKO w pierwszej rundzie.
Hamry zmierzył się z Read El Zanati 1 kwietnia 2022 roku w Libijskiej Organizacji Bojowej. Wygrał walkę przez TKO w pierwszej rundzie.

## Osiągnięcia
- Mistrzostwa walki Libii
  - Mistrzostwa walki LBA w wadze lekkiej (jednorazowe)[8][9]
- 3. miejsce w Tunezyjskich Mistrzostwach Judo 2013 (-66 kg)[10]
- Mistrz Tunezji w judo 2014 (-66 kg)[11]
- Mistrz Grappling Vic Beach (-70 kg)
- Mistrz Afryki ADCC (-70 kg)[12]

## Lista zawodowych walk MMA
| Wynik   | Bilans | Przeciwnik     | Rozstrzygnięcie         | Runda | Czas | Rozgrywki              | Data       | Miejsce    | Uwagi                                           |
| ------- | ------ | -------------- | ----------------------- | ----- | ---- | ---------------------- | ---------- | ---------- | ----------------------------------------------- |
| Wygrana | 4-0    | Dorthy Lucas   | Uległość (tylny dławik) | 1     | 3:09 | Libya Combat 3         | 15.06.2022 | Al-Ittihad | Zdobył mistrzostwo walki w wadze lekkiej Libii. |
| Wygrana | 3-0    | Read El Zanati | TKO (Uraz nogi)         | 1     | 1:14 | Libya Combat 1         | 01.04.2022 | Libia      |                                                 |
| Wygrana | 2-0    | Firas Atig     | TKO (kopnięcia w nogi)  | 1     | 2:21 | Tataouine Championship | 12.03.2022 | Tunis      |                                                 |
| Wygrana | 1-0    | Mourad Zaidi   | TKO (ciosy pięściami)   | 1     | 1:45 | BFC Algerie            | 16.04.2017 | Tunis      | Debiut w MMA                                    |

## Filmografia

### Emisje
- 2020 : Enjah w Tuniscope : gość
- 2021 : 90 minut z Hedi Zaiem w El Hiwar El Tounsi : gość odcinka 3 sezonu 3
  - 360 Degres z Nawel Bizid w Carthage Plus TV : sezon 1 odcinek 4 gość

### Radio
- 2020: podążaj za swoim marzeniem w dream Fm: gość
  - Radio Sabra Fm: gość
- 2021: Mi Temps w Express FM: gość
  - Sportag w Diwan Fm : gość
  - godzina po godzinie w Mosaïque FM : gość
  - Tranquilla w Radio Med : gość
  - Cap Fm : gość
  - Radio RM FM : gość
  - Jawahra Fm : gość
  - Expresso Weekend w Express FM : gość
  - Fet El Foot w Shems FM : gość
- 2022 : Koniec tygodnia w Radio Med : gość